# Marlborough Rugby Union
Marlborough Rugby Union est une ancienne fédération provinciale de rugby à XV de Nouvelle-Zélande, fondée en 1888, qui représentait la région du nord-est de l'île du Sud. Son équipe fanion a disputé le championnat des provinces (NPC) jusqu'en 2005.

## Histoire
Fondée en 1888, Marlborough est demeurée une province mineure pendant toute son histoire. Son plus grand titre de gloire reste une victoire contre l'équipe de France en tournée en Nouvelle-Zélande en 1968 (24-19), alors que les Français étaient tout auréolés d'un Grand Chelem dans le Tournoi des Cinq Nations. En 1973, Marlborough remporte pour la seule fois de son histoire le Ranfurly Shield, qu'elle parvient à défendre à six reprises, un exploit pour une province modeste, avant de le perdre contre South Canterbury.
Avec la réorganisation du rugby provincial, elle fusionne en décembre 2005 avec Nelson Bays sous le nom de Tasman Rugby Union, pour pouvoir aligner une équipe première (les Tasman Makos) évoluant dans la nouvelle compétition, la Air New Zealand Cup. Marlborough RU existe toujours au sein de la Tasman RU et gère notamment les compétitions de clubs et de jeunes sur son territoire.
L'équipe, qui jouait en rouge, évoluait au Lansdowne Park de Blenheim.  
Six de ses joueurs ont porté le maillot des All Blacks tout en jouant sous ses couleurs : Charlie Fitzgerald (1922), Jack Best (1935-36), Ian Hammond (1951-52), Phil Clarke (1967), Alan Sutherland (1968, 1970-73, 1976) et Brian Ford (1977-79).

## Palmarès
- National Provincial Championship : 
  - Champion de l'île du Sud (2) : 1978 et 1979
  - Champion de Division 3 (1) : 1997